# Laura Spector
Laura Spector (* 30. Oktober 1987) ist eine ehemalige US-amerikanische Biathletin.
Laura Spector startete seit 2005 in internationalen Juniorenrennen. Bei den Junioren-Weltmeisterschaften 2005 in Kontiolahti erreichte sie als 31. ihr bestes Ergebnis. Ein Jahr später konnte sie als Neunte im Sprint von Presque Isle, einer Heim-WM, ihr bestes Resultat erreichen. Mit der Staffel wurde Spector zudem Siebte. Bei den folgenden beiden Welttitelkämpfen der Junioren 2007 in Martell und 2008 in Ruhpolding konnte sie diese Ergebnisse nicht mehr verbessern. Gute Ergebnisse schaffte sie nochmals bei ihren letzten großen Meisterschaften im Juniorenbereich, den Junioren-Europameisterschaften 2008 in Nové Město na Moravě. In der Verfolgung konnte sie bis auf den sechsten Platz vorlaufen.
2008 debütierte Spector in Langdorf am Arbersee im Biathlon-Weltcup. Im Einzel konnte sie 26. werden. Kurz darauf startete sie in Östersund bei den Biathlon-Weltmeisterschaften 2008. Bei ihren ersten Weltmeisterschaften trat Spector in zwei Rennen an. Im Einzel konnte sie 62. werden, mit der US-amerikanischen Mixed-Staffel, zu der neben ihr auch Tracy Barnes, Jeremy Teela und Russell Currier gehörten, erreichte sie Platz 16. Laura Spector nahm an den Olympischen Winterspielen 2010 teil. Ihr bestes Resultat war der 65. Platz im Einzel. Mit der Staffel belegte sie Rang 17. Zum Auftakt des Weltcups 2010/2011 in Östersund belegte Spector im Einzel den 25. Platz und gewann damit erstmals Weltcup-Punkte. Zu Beginn des Jahres 2011 erreichte sie in Oberhof mit einem 19. Rang im Sprint ihr bestes Weltcupergebnis bislang und qualifizierte sich damit auch erstmals für ein Massenstartrennen, bei dem sie erneut 25. wurde.

## Biathlon-Weltcup-Platzierungen
Die Tabelle zeigt alle Platzierungen (je nach Austragungsjahr einschließlich Olympische Spiele und Weltmeisterschaften).
- 1.–3. Platz: Anzahl der Podiumsplatzierungen
- Top 10: Anzahl der Platzierungen unter den ersten zehn (einschließlich Podium)
- Punkteränge: Anzahl der Platzierungen innerhalb der Punkteränge (einschließlich Podium und Top 10)
- Starts: Anzahl gelaufener Rennen in der jeweiligen Disziplin
- Staffel: inklusive Mixed- und Single-Mixed-Staffeln

| Platzierung             | Einzel | Sprint | Verfolgung | Massenstart | Staffel | Gesamt |
| ----------------------- | ------ | ------ | ---------- | ----------- | ------- | ------ |
| 1. Platz                |        |        |            |             |         |        |
| 2. Platz                |        |        |            |             |         |        |
| 3. Platz                |        |        |            |             |         |        |
| Top 10                  |        |        |            |             | 1       | 1      |
| Punkteränge             | 1      |        |            |             | 7       | 8      |
| Starts                  | 6      | 9      | 1          |             | 7       | 23     |
| Stand: 1. Dezember 2010 |        |        |            |             |         |        |